# Abraham Conyedo
Abraham Conyedo (Santa Clara, 7 de outubro de 1993) é um lutador de estilo-livre italiano, medalhista olímpico.

## Carreira
Conyedo participou dos Jogos Olímpicos de Verão de 2020 em Tóquio, onde participou do confronto de peso pesado, conquistando a medalha de bronze após derrotar o turco Süleyman Karadeniz.